# سونيا سرفاتي
سونيا سرفاتي هي صحفية وكاتِبة كندية، ولدت في 29 مايو 1960 في تولوز في فرنسا.